# Methanothermobacter thermophilus
Methanothermobacter thermophilus — вид архей родини Methanobacteriaceae.

## Поширення
Виділений у 1990 році зі стічних вод у шламовідвіднику у місті Люберці Московської області.

## Опис
Анаеробний термофільний вид. Росте у безкисневому, багатому на метан середовищі, при температурі близько 60 °C.